# Wojsławice (Chlewo)
Wojsławice – część wsi Chlewo w Polsce położona w województwie łódzkim, w powiecie sieradzkim, w gminie Goszczanów, w sołectwie Chlewo.
W latach 1975–1998 Wojsławice administracyjnie należały do województwa sieradzkiego.
Urodził się tu Antoni Bolesław Brochwicz-Lewiński (1902–1990) – podpułkownik Wojska Polskiego.